# Incompatibilismo

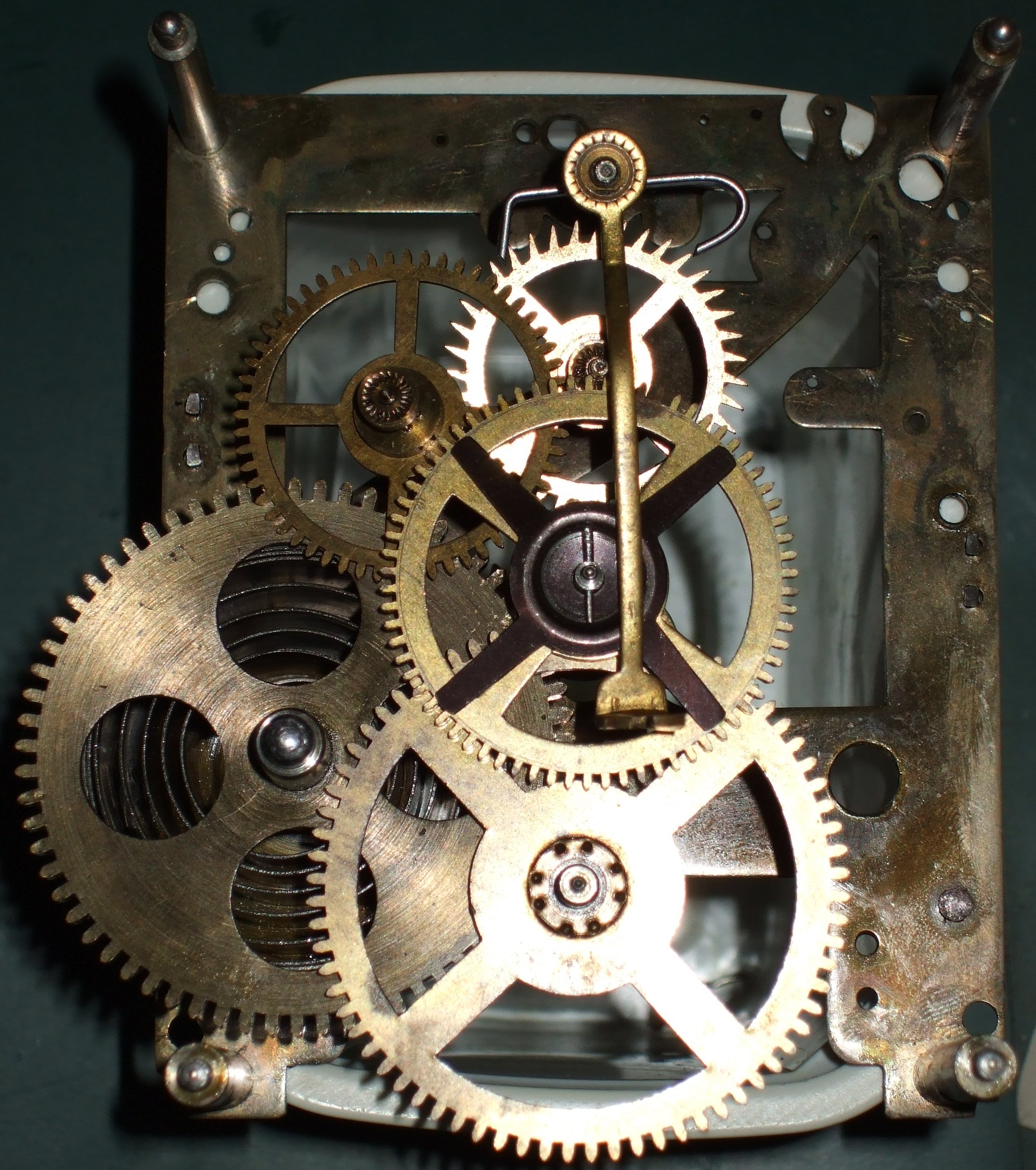
Los incompatibilistas están de acuerdo con que el determinismo no deja espacio al libre albedrío. Como resultado, rechazan una o ambas.

El Incompatibilismo es la visión de que un universo determinista está completamente en desacuerdo con la noción que la gente tiene del libre albedrío; que hay una dicotomía entre determinismo y Libre albedrío en donde los filósofos deben escoger una o la otra. Esta visión es perseguida al menos de tres formas: los libertarianos niegan que el universo sea determinista, los deterministas fuertes niegan que exista cualquier tipo del libre albedrío y los pesimistas incompatibilistas (indeterministas fuertes) niegan tanto que el universo sea determinado como que el libre albedrío exista. Algunos de estas visiones incompatibilistas tienen más problemas que otras tratando con el argumento estándar en contra del libre albedrío.
El incompatibilismo es contrastado con el compatibilismo, el cual rechaza la dicotomía determinismo/libre albedrío. Los compatibilistas mantienen el libre albedrío definiéndolo más como una "libertad para actuar"- un movimiento que se ha encontrado con algunas críticas. Según Susanne Bobzien, la noción de libre albedrío incompatibilista se identifica por primera vez en las obras de Alejandro de Afrodisias.

## Libertarismo
El libertarismo metafísico arguye que el libre albedrío es real y que el determinismo es falso. Sin embargo, tal dualismo corre el riesgo de un infinito regresivo; si una mente tal es real, una objeción puede ser todavía levantada usando el argumento estándar contra el libre albedrío de que es formada por un poder superior. El libertario Robert Kane (entre otros) presentaron un modelo alternativo:
Robert Kane (editor del Oxford Handbook of Free Will) es un destacado filósofo incompatibilista a favor del libre albedrío. Kane busca sostener que las personas son moralmente responsables por las decisiones que involucran indeterminismo en su proceso. Los críticos mantienen que Kane falla al superar el desafío más grande a tal cometido: "el argumento a partir de la suerte". Es decir, si una elección moral crítica es un asunto de suerte (fluctuaciones cuánticas indeterminadas), entonces ¿bajo qué bases podemos sostener que una persona sea responsable por su acción final? Más aún, incluso si imaginamos que una persona puede cometer un acto de voluntad antes de tiempo, para efectuar la acción moral más probable en el próximo momento crítico, este acto de 'querer' fue en sí mismo una cuestión de suerte.
El libertarismo en la filosofía de la mente no está relacionado con la filosofía política del mismo nombre. Esto sugiere que en realidad no tenemos libre albredrío, que es incompatible con el determinismo y que, por lo tanto, el futuro no está determinado. Por ejemplo, en este momento, uno podría continuar leyendo este artículo si quisiera o parar. Bajo esta afirmación, ya que uno podría hacer cualquiera de las dos, el hecho de cómo la historia del mundo continuará desarrollándose no está actualmente determinado de una u otra manera.
Un famoso proponente de esta visión era Lucrecio, quien afirmaba que el libre albedrío surge del azar, de movimientos caóticos de átomos llamados "clinamen". Una gran objeción a esta visión es que la ciencia ha mostrado gradualmente que el mundo físico obedece más y más a leyes completamente deterministas, y parece sugerir que nuestras mentes son también parte del mundo físico como todo lo demás. Si estas suposiciones son correctas, el libertarismo incompatibilista sólo puede ser sostenido como una pretensión de que el libre albedrío es un fenómeno sobrenatural, que no obedece a las leyes de la naturaleza (como, por ejemplo, las sostenidas por algunas tradiciones religiosas).
Sin embargo, muchos de los puntos de vista libertarios descansan sobre una visión indeterminista del universo físico, bajo la suposición de que la idea de un universo determinista o "de mecanismo de reloj" se ha convertido en anticuada desde el adviento de la mecánica cuántica. Asumiendo un universo indeterminado las construcciones filosóficas libertarias pueden ser propuestas bajo la suposición del Fisicalismo.
Hay puntos de vista libertarios basados en el indeterminismo y en el fisicalismo, el cual está estrechamente relacionado con el naturalismo. Un gran problema para el libertarismo naturalista es explicar cómo el indeterminismo puede ser compatible con la racionalidad y con las conexiones apropiadas entre las creencias, deseos, carácter general y acciones de un individuo. Una variedad de libertarismo naturalista es promovido por Robert Kane, quien enfatiza que si nuestro carácter está formado indeterminadamente (por "acciones autoformantes"), entonces nuestras acciones todavía pueden fluir de nuestro carácter, y aún ser libres incompatibilistamente.
Alternativamente, los puntos de vista libertarios basados en el indeterminismo han sido propuestos sin la suposición del naturalismo. Cuando C. S. Lewis escribió Milagros, la mecánica cuántica (y el indeterminismo físico) estaba sólo en sus etapas iniciales de aceptación, pero de todas formas Lewis declaró la posibilidad lógica de que si el mundo físico se demostraba como indeterminado, esto proveería una entrada (interacción) puntual en el sistema tradicionalmente visto como cerrado, en donde un evento científicamente descrito como físicamente probable/improbable podría ser descrito filosóficamente como una acción de una entidad no-física en la realidad física (notando que bajo un punto de vista fisicalista, la entidad no física deber ser independiente de la autoidentidad o proceso mental del ser sensitivo). Lewis menciona esto solamente de pasada, poniendo de manifiesto que su tesis no depende de ella absolutamente.
Otros usan un tipo del monismo anómalo de Donald Davidson para sugerir que a pesar de que la mente es de hecho una parte del mundo físico, se refiere a un nivel diferente de descripción de los mismos hechos, de tal forma que a pesar de que haya leyes deterministas bajo la descripción física, no hay tales leyes bajo la descripción mental, y así nuestras acciones son libres y no determinadas.

## Determinismo fuerte

Schopenhauer dijo: "El hombre es libre para hacer lo que quiera, pero no puede querer lo que quiere". El determinista fuerte dice que obviamente, entonces, no hay "libre albedrío".

Aquellos que rechazan el libre albedrío y aceptan el determinismo son conocidos como "determinista fuertes", incompatibilistas fuertes, escépticos del libre albedrío, ilusionistas, o imposibilistas. Creen que no hay "libre albedrío" y que cualquier sentido en contra es una ilusión. Ciertamente, deterministas fuertes no rechazan que uno tiene deseos, pero dicen que estos deseos están determinados causalmente por una cadena continua de ocurrencias pasadas. De acuerdo con esta filosofía, eventos totalmente al azar, espontáneos, misterioso, o milagrosos suceden. Los deterministas a veces afirman que es absurdo resistir al determinismo científicamente motivado por bases meramente intuitivas acerca del sentido propio de uno de la libertad. Ellos razonan que la historia del desarrollo de la ciencia sugiere que el determinismo es el método lógico en el que la realidad funciona.
William James dijo que los filósofos (y científicos) tienen una "antipatía hacia el azar". El azar absoluto, una posible implicación de la mecánica cuántica y del principio de indeterminación, implica una falta de causalidad [cita requerida]. Esta posibilidad frecuentemente disturba a los que suponen que deba existir una explicación causal y legal para todos los eventos.

### Implicaciones morales
Dado que muchos creen que el libre albedrío es necesario para la responsabilidad moral,  esto puede implicar consecuencias para su teoría de ética.
Como un tipo de solución para este predicamento, se ha sugerido que, para preservar la responsabilidad moral y el concepto de ética, uno tenga que abrazar la así llamada "ilusión" del libre albedrío. Esto, a pesar de pensar que el libre albedrío no exista de acuerdo con el determinismo. Los críticos arguyen que esta movida hace a la moralidad meramente otra "ilusión", o que esta movida es simplemente hipócrita.
El determinista añadirá que, incluso si se niega el libre albedrío no implica que la moral sea incoherente, pues tal resultado desafortunado no tiene efecto en la verdad. Nótese, sin embargo que el determinismo fuerte frecuentemente tiene algún tipo de 'sistema moral' que confía explícitamente en el determinismo. Un sistema moral determinista simplemente lleva en mente que las acciones de todo agente en una situación concreta son, en teoría, predichas por la interacción del ambiente y educación. Por ejemplo, el determinista puede todavía castigar comportamientos no deseados por razones de modificación o disuasión de comportamiento.

## Incompatibilismo Fuerte
Mientras que el determinismo fuerte se opone claramente al concepto de libre albedrío, algunos han sugerido que el libre albedrío podría ser incompatible también con el indeterminismo (habitualmente por razones de falta de control asociado con un mero azar). Este es el incompatibilismo fuerte, y ha sido usado como un argumento en contra del incompatibilismo libertariano.
Bajo la suposición del naturalismo e indeterminismo, en donde sólo existe el mundo natural el cual es indeterminado - eventos no están predeterminados (v.gr. por razones mecánicas cuánticas) y cualquier evento tiene una probabilidad asignada para sí - ningún evento puede ser determinado por el libre albedrío percibido de un organismo físico, ni cualquier evento puede estar estrictamente determinado por cualquier cosa.
El incompatibilismo fuerte difiere del determinismo fuerte en que no se adhiere a la verdad del determinismo. Típicamente, los partidarios del incompatibilismo fuerte aceptan tanto las críticas libertarianas del compatibilismo como las críticas compatibilistas del libertarianismo.

## Investigación experimental
En años recientes los investigadores en el área de la filosofía experimental han estado trabajando para determinar si la gente ordinaria, que no son expertos en esta área, tienen naturalmente intuiciones compatibilistas o incompatibilistas acerca del determinismo y de la responsabilidad moral. Algún trabajo experimental ha incluso conducido estudios interculturales. El debate acerca de si la gente tiene naturalmente intuiciones compatibilistas o incompatibilistas no se ha decantado decisivamente a favor de una u otra visión. Pero todavía ha habido cierta evidencia de que la gente puede naturalmente sostener ambas visiones. Por ejemplo, cuando a la gente se le presentan casos abstractos en los que se pregunta si una persona podría ser moralmente responsable por un acto inmoral cuando no hubiera podido actuar de otra forma, la gente tiende a decir que no, o da respuestas incompatibilistas, pero cuando se le presenta un acto inmoral específico que cometió una persona específica, la gente tiende a decir que esa persona es moralmente responsable de sus acciones, aunque estén determinadas (es decir, la gente también puede dar respuestas compatibilistas).